# Prisme d'émail
Un prisme d'émail, ou tige d'émail, est l'unité de base de l'émail des dents. Mesurant 3 à 6 μm de diamètre, les prismes d'émail sont des structures de cristaux d'hydroxyapatite étroitement emballés. Les cristaux d'hydroxyapatite sont de forme hexagonale, apportant de la rigidité au prisme et renforçant l'émail. En coupe transversale, il est préférable de le comparer à un « trou de serrure » complexe ou à une forme « ressemblant à un poisson ». La tête, appelée noyau du prisme, est orientée vers la couronne de la dent ; la queue, appelée gaine du prisme, est orientée vers le bord cervical de la dent. Le noyau du prisme contient des cristaux d'hydroxyapatite étroitement emballés. D'autre part, la gaine du prisme a ses cristaux moins serrés et a plus d'espace pour les composants organiques. Ces structures prismatiques peuvent généralement être visualisées dans des coupes rectifiées et/ou à l'aide d'un microscope électronique à balayage sur de l'émail qui a été mordancé à l'acide.